# Rigsrådet (Danmark før enevælden)
 For alternative betydninger, se Rigsrådet. (Se også artikler, som begynder med Rigsrådet)
Rigsrådet var fra slutningen af 1200-tallet et råd af rigets stormænd, både gejstlige og adelige. Det bestod frem til enevældens indførelse i 1660. Før reformationen var der op til 30 medlemmer, i 1600-tallet kun 23. Kongen indkaldte rådet og udnævnte rigsråderne for livstid.
Rigsrådet havde et vist tag på kongen ved sin magt til at udnævne en konge. Fra 1640'erne udfordrede kongen denne magt. For ham var det nemmeste at vise til et arvekongedømme, og da dette i kølvandet af de norske borgerkrige var en norsk ret, som aldrig var blevet afskaffet, kunne den danske konge som efterkommer efter de norske konger påberåbe sig skikken. Ulige skrifter af anonyme forfattere kom i omløb; de viste sig at være kongens klienter. Her blev de norske kongekrøniker benyttet til underbygge Huset Oldenborgs påstået nedarvede ret.
Magtforholdet mellem kongen og rigsrådet skiftede, og det har haft indflydelse på offentlige anliggender som lovændringer og ansættelse og afskedigelse af embedsmænd og lensmænd. Det varetog også regeringen under tronskifte, indtil en ny konge valgtes.
Rigsrådet havde både lovgivende og administrative beføjelser, og kan dermed sammenlignes med overhuset eller senatet i andre lande. Fra 1400-tallet fungerede stændermøderne som underhus.

## Historie
Fra gammel tid var det skik, at kongen rådslog med mænd, som han havde særlig tillid til, om rigets anliggender. Disse rådslagningers afholdelse var afhængig af kongens vilje, ligesom kongen også i det væsentlige bestemte, hvem der skulle deltage deri; sædvanlig var det de hofembedsmænd, som til stadighed var omkring kongen, i forening med de gejstlige og verdslige stormænd, der boede i nærheden af det sted, hvor kongen i øjeblikket opholdt sig. Dette råd havde altså oprindelig ikke nogen som helst fast begrænsning. Kongerne fandt det dog snart formålstjenligt at give det en sådan for ikke ved forefaldende lejlighed at blive nødt til at kalde personer til rådslagningerne, som de ikke kunne stole på, men formedelst deres indflydelse ikke kunde undgå at tage med.
I slutningen af det 13. århundrede nævnes flere verdslige stormænd med titlen “kongens råder” (consiliarii regis), og i Christoffer 2.s håndfæstning 1320 forbydes det ham at optage nogen tysker i sit hemmelige og edsvorne råd. Rådet havde da, synes det, antaget en nogenlunde fast karakter med medlemmer, der var udnævnt af kongen og havde aflagt en rådsed til ham. I den følgende tid steg rådets indflydelse hurtig. Rigets forfatningsmæssige repræsentation, danehofferne, blev sjældnere, og afløstes først af de under friere former afholdte rigsmøder eller herredage. De var en slags udvidede rådsmøder, hvor det snævrere råds medlemmer spillede den vigtigste rolle, og sammenkaldt ved vigtigere anledninger, hvor kongen mente ikke at kunne nøjes med at høre det mindre råd. I disse større forsamlinger havde vistnok enhver stormand ret til at møde. De kunne dog ifølge deres natur kun sjælden sammenkaldes, og det blev derfor det mindre råd, der kom til at udøve den største indflydelse på rigets styrelse, dels som kongens stadige rådgivere, dels (som rigsembedsmænd) som hans medhjælpere i den daglige administration.
Det stærke opsving i kongedømmets magt under Valdemar Atterdag og dronning Margrete bidrog også til at give stillingen som kongens råd en forøget anseelse og glans; denne udvikling kom dog under disse kraftfulde herskere kongemagten til gode, som hvis repræsentanter råderne stod. Den almindelige betegnelse for rådet blev under Valdemar Atterdag “Rigets Råd”, men dette betød vistnok ikke, at rådet nu i højere grad end før betragtedes som rigets repræsentation over for kongen, men var snarere et udtryk for den stærkere sammenslutning af riget, der fandt sted under ham. Først under Erik af Pommern og særlig i slutningen af hans regering træder rigsrådet stadig mere og mere i forgrunden som rigets repræsentation og som modvægt mod kongemagten og indskrænkende denne. Denne udvikling skyldtes dels kongens ringere herskerdygtighed, dels unionen med de to andre riger, særlig Sverige, hvor rigsrådets magt havde nået en langt større højde. Da Erik foreløbig forlod Danmark, var rigsrådets magt så stor, at det uden modsigelse på egen hånd fik ham afsat i 1439.
Under hans efterfølger Christoffer af Bayern fortsattes udviklingen i samme retning, og i Christian 1.'s håndfæstning træder rigsrådet frem som rigets fuldgyldige repræsentation over for kongemagten. Det bestemtes i den, at kongen intet mærkeligt ærinde måtte afgøre uden med største parten af rigsrådets samtykke. Denne almindelige sætning fandtes vel ikke i de følgende håndfæstninger, men den ansås dog vistnok som en selvfølge. En bestemt og udtømmende formulering af rigsrådets rettigheder nåede man i det hele ikke til; derimod fastslog man i de følgende håndfæstninger rigsrådets myndighed for de vigtigste enkelte tilfælde. Dets samtykke krævedes således til udstedelsen af ny love, skattepålæg, udstedelse og ophævelse af handelsforbud, udstedelse af privilegier for fremmede, udstedelse af krigserklæringer og optagelse i adelsstanden. Også havde rigsrådet faktisk en stor indflydelse på besættelsen af lensmandsposterne. Endvidere havde det i forening med kongen den øverste domsmyndighed på herredagene. Det delte således den øverste statsmyndighed med kongen og var endog på en vis måde stillet over ham. Det var den egentlig suveræne myndighed, som aldrig hørte op; når tronen var ledig, overtog rigsrådet regeringen, og til dets hånd skulde slottene holdes i tilfælde af kongens død. For det skulle kongen stå til rette i tvistigheder mellem ham og hans undersåtter, og det var dets pligt, når kongen forbrød sig mod nogen eller handlede mod sin håndfæstning, at undervise ham og, hvis han ikke ville rette sig herefter, pålægge alle rigets indbyggere at hjælpe til med at afværge de begåede misbrug og løse dem fra deres troskabsed til kongen. Endvidere valgte det kongen. Dette havde nu vel på grund af kongedømmets halvt arvelige karakter som regel ikke så meget at sige, men ved den derefter følgende fastsættelse af håndfæstningen havde det rig lejlighed til at gøre sin magt gældende.
Rigsrådets svaghed lå dels i, at der ikke var trukket bestemte juridiske grænser for dets og kongens magt over for hinanden, dels i, at det på grund af sine medlemmers forskellige opholdssted kun sjældent og vanskelig kunne samles og derfor aldrig kunne blive nogen udøvende myndighed eller føre nogen virksom kontrol med den daglige administration. Forholdet mellem kongens og rigsrådets magt kom derfor i høj grad til at bero på kongens person og de politiske forhold. Christian 2.s afsættelse og Frederik 1.s regering betegner højdepunktet af rigsrådets magt.
I tiden efter 1536 er kongen absolut den stærkeste part, indtil Christian 4.s uheldige krige, der var førte mod rigsrådets råd, vendte forholdet om. På det ene punkt efter det andet måtte Christian 4. i sine sidste år give efter for rigsrådet med stærk udnyttelse af den ved hans død 1648 uheldige situation, hvor der ikke var udnævnt nogen tronfølger, lykkedes det rigsrådet i Frederik 3.s håndfæstning at indskrænke kongemagten så stærkt som vistnok ingen sinde før. Denne store magtstilling viste sig dog snart ikke at have nogen solid grundvold. Rigsrådet, der jo skulle repræsentere hele riget, var i virkeligheden kun repræsentant for et fåtal af adelige slægter. Ikke alene de ufri stænder, men også en stor del af adelen så med uvilje og misundelse på rigsrådets store magt og var netop på grund af denne tilbøjelig til at lægge skylden for de følgende ulykker alene på rigsrådet. Splid og uenighed inden for selve rigsrådet bidrog også til at undergrave dets magt og anseelse. Hertil kom endvidere, at udviklingen i Europa på denne tid overalt gik i retning af enevælden. Med håndfæstningens kassation 17. oktober 1660 og arvehyldingen den næste dag var rigsrådets magt forbi.

## Medlemskab
Rigsrådet bestod før 1536 dels af gejstlige, dels af verdslige medlemmer, efter 1536 kun af verdslige. De gejstlige, ærkebispen i Lund, der ansås for rigsrådets første medlem, og rigets øvrige biskopper, var i kraft af deres embede medlemmer af rådet. De verdslige var derimod valgte af kongen, hvilket vistnok også var tilfældet med de gejstlige medlemmer (nogle abbeder og (priorer), der foruden bisperne sad i rådet. Kongens valg var indtil 1645 frit; dog skulle de valgte være adelsmænd (fødte af riddere og svende) og hver landsdel have en passende repræsentation; endvidere måtte kongen ikke uden rigsrådets samtykke optage nogen udlænding i rådet. Valget forudsattes vistnok at gælde for livstid, såfremt vedkommende ikke selv ønskede at træde ud eller gjorde sig skyldig i forseelser, der kunne berettige til at afskedige ham; hertil udkrævedes dog sikkert rigsrådets samtykke. 1645 indskrænkedes kongens valgret, idet det bestemtes, at ved en rigsråds død skulle rigsråder og landkommissærer i den landsdel, hvortil den afdøde hørte, have ret til at foreslå 6 eller 8 til den ledige plads, af hvilke kongen så skulde vælge en. I Frederik 3.'s håndfæstning overdroges forslagsretten til vedkommende landsdels rigsråder og adel, men det bestemtes tillige, at det samlede rigsråd af disse 6 eller 8 igen skulle udvælge 3, blandt hvilke så kongen kunne vælge.
Antallet af rigsrådets medlemmer var indtil 1648, da det fastsattes til 23, ubestemt. Før 1536 i reglen ca. 30; efter den tid sank antallet noget, som regel var det omkring 20. Undertiden gik det dog meget længere ned, 1586 var der således kun 12 medlemmer, 1623 kun 10 og 1625 endog kun 8. Rigsråderne oppebar ikke nogen bestemt løn, men havde ret til at blive forsørgede med rigets bedste len.
Rigsrådsmøderne sammenkaldtes af kongen; det betragtedes som regel, at rigsrådet trådte sammen en gang hvert år for i forening med kongen at sidde retterting og pådømme retssager, men for øvrigt kunde kongen sammenkalde det, når han fandt det nødvendigt. Forhandlingerne på møderne var hemmelige, og kongen deltog som regel ikke i dem. Gennem sin kansler fremsatte han sine forslag skriftlig for rigsrådet, der igen gav skriftligt svar. Ofte forhandlede kongen dog ikke med hele rådet, men særskilt med de enkelte landsdeles råder.